# Axylus
Axylus is een geslacht van rechtvleugeligen uit de familie sabelsprinkhanen (Tettigoniidae). De wetenschappelijke naam van dit geslacht is voor het eerst geldig gepubliceerd in 1877 door Stål.

## Soorten
Het geslacht Axylus  is monotypisch en omvat slechts de volgende soort:
- Axylus castaneus (Stål, 1877)